# Boucle-du-Baoulé-Nationalpark
Der Boucle-du-Baoulé-Nationalpark (sinngemäß: Nationalpark Baouléschleife) liegt im Westen von Mali am namengebenden Fluss Baoulé. Der Park umfasst eine Fläche von 5430 km² und grenzt an mehrere große, nicht zum Nationalpark erklärte Naturschutzgebiete: das Réserve de Fina und das Réserve de Badinko, dazu die Réserves de Kongossambougou und de Kenié-Baoulé. Die Gesamtfläche der Schutzgebiete umfasst ca. 7700 km². 
Der Nationalpark wurde 1982 ausgewiesen und von der Opération Parc National de la Boucle du Baoulé in Bamako verwaltet. Neben Flora und Fauna sind die neolithischen Fundstätten Fanfannyégèné I und II von nationaler Bedeutung.

## Geographie

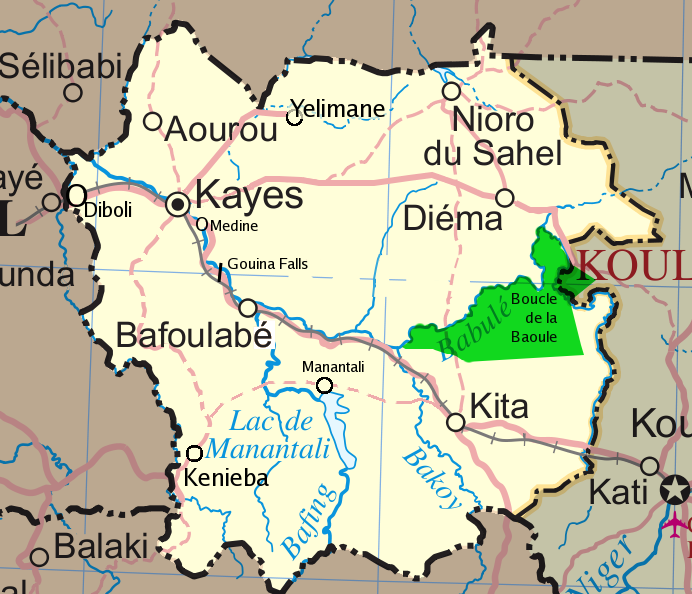
Die Region Kayes mit dem Baoulé-Gebiet, 2008

Der Boucle-du-Baoulé-Nationalpark liegt etwa 200 km von Malis Hauptstadt Bamako entfernt auf 200 bis 577 m Höhe über dem Meeresspiegel bei 13°10'N bis 14°30'N und 08°25'W bis 09°50'W. Die Westgrenze des Parks bildet der Baoulé, der wichtigste Nebenfluss des Bakoyé, der wiederum in den Bafing mündet. An dessen Oberlauf wurde 1981 bis 1988 die Manantali-Talsperre errichtet, so dass ein See von 477 km² Fläche entstand. Im Süden des Parks liegt als größter Ort Samakoulou, nahe an der Parkgrenze liegt Banbaran. Die Ostgrenze des Parks bildet die Hauptverbindungsstraße von der Hauptstadt Bamako über Diéma nach Nioro du Sahel. Der Jahresniederschlag beträgt 2000 bis 3000 mm. 

## Geschichte
Im Park befindet sich als einzige datierte Grabungsstätte aus dem Neolithikum Fanfannyégèné I, wo sich ein Fund dem 1. Jahrtausend v. Chr. zuordnen ließ. Entdeckt wurde zudem die Stätte Fanfannyégèné II 1980 von dem niederländischen Ökologen Albert C. Heringa, der zu dieser Zeit im Park arbeitete. Dabei sind Felsmalereien in Mali seit 1911 bekannt geworden, wie etwa auf dem Dogon-Plateau oder im Binnendelta des Niger (Aire Soroba). Zum ersten Mal wurde über die Entdeckung durch Albert Heringa und Eric Huysecom vom Frankfurter Frobenius-Institut gemeinsam 1982 berichtet. Weitere, durch Deutschland finanzierte und in Zusammenarbeit mit dem Institut des Sciences Humaines de Bamaco durchgeführte Grabungen folgten 1984 bis 1987. 
Die Höhe des Abri, an dessen Eingang sich die Malereien befinden, beträgt 4,20 m. Auf einer Fläche von 270 m² fanden sich in Fanfannyégèné II anthropomorphe, strichmännchenartige Felszeichnungen, dazu zoomorphe und symbolische, aufgeteilt in drei Ensembles. Diese erstrecken sich auf einer maximalen Breite von 18 und einer entsprechenden Länge von 24 m und wurden in weißer, schwarzer und roter Farbe ausgeführt. Die Graffiti wurden dabei in schwarz, die Zeichnungen in rot und weiß ausgeführt. Ähnlich wie an der Fundstätte Fanfannyégèné I wurden sie vorläufig auf die Zeit um 1000 v. Chr. datiert. Insgesamt wurden im Gebiet des Parks während der Zeit Albert Heringas 86 Fundstätten untersucht.
In französischer Zeit bewachte das Fort Koundou, von dem nur noch Ruinen und ein Friedhof zeugen, die Konvois durch dieses Gebiet. 

## Vegetation
Im nördlichen Teil, der zum Südrand der Sahelzone gehört, ist die unter Dürre leidende Vegetation dürftig. Daran schließt von Langfäden dominierte Buschsavanne an, weiter südlich folgen dichte Galeriewälder entlang des Baoulé-Flusses und lichte, von Flüssen unabhängige Wälder. Der Süden gehört zur Sudan-Guinea-Zone. 
Die Vegetation wird hauptsächlich von Rodung zur Gewinnung landwirtschaftlicher Flächen bedroht. Zudem wurde auch für die Réserve de Fina anhand von Satellitenaufnahmen ein Rückgang der bewaldeten Savannengebiete um 23 % binnen 19 Jahren nachgewiesen.

## Fauna
Neben Löwen und Leoparden sollen im Park auch Geparden vorkommen. Stellenweise gibt es auch größere Bestände an Flusspferden, Giraffen, Wasserböcken, Pferde-, Riesen-Elen- und Leierantilopen sowie Warzenschweinen. Die Großsäugetierbestände sind durch Jagd und Wettstreit mit Nutztieren gefährdet. Diese wurden 1981 auf 13.500 Zebus und 59.500 Schafe und Ziegen geschätzt. Früher lebten hier ständig die nordwestlichsten Afrikanischen Elefanten, doch sie sind durch die Ausdehnung der Sahelzone nach Süden in ihrer Existenz bedroht. 

## Bevölkerung, Nutzungsformen
Im Parkgebiet leben verschiedene ethnische Gruppen: die sesshaften, Landwirtschaft betreibenden Kakolo, Sarkolés, Malinke und Bambara, die auf Transhumanz angewiesenen Fulbe, Mauren sowie die fischfangenden Bozo. Je nach Jahreszeit lebten 1998 zwischen 78.300 und 150.000 Personen im Park. In der trockenen Jahreszeit wird der Norden des Parks stärker von Viehhirten genutzt, Landwirtschaft wird dort betrieben, wo die Regenfälle dies zulassen.